# Collège de France
Collège de France, ranije poznat kao Collège Royal, visokoškolska je i istraživačka ustanova u Francuskoj. Nalazi se u Parizu, u srcu Latinske četvrti, preko puta povijesnog kampusa La Sorbonne, u blizini Panteona. Osnovao ga je franucski kralj Franjo I. 1530. godine.

## Poznati profesori
- Jean-Baptiste Joseph Delambre, francuski astronom
- Jérôme Lalande, francuski astronom
- Charles Robert Richet, francuski fiziolog
- Claude Cohen-Tannoudji, francuski fizičar

## Vanjske poveznice
- Collège de France